# Leichtathletik-Weltmeisterschaften 2009/Teilnehmer (Slowakei)
| Gelbes Symbol für Goldmedaillen mit stilisierten Olympischen Ringen | Graues Symbol für Silbermedaillen mit stilisierten Olympischen Ringen | Braundes Symbol für Bronzemedaillen mit stilisierten Olympischen Ringen |
| ------------------------------------------------------------------- | --------------------------------------------------------------------- | ----------------------------------------------------------------------- |
| —                                                                   | —                                                                     | 1                                                                       |

Der slowakische Leichtathletik-Verband stellte zwölf Athleten bei den Leichtathletik-Weltmeisterschaften 2009 in Berlin.

## Ergebnisse

### Männer

#### Laufdisziplinen
| Athlet         | Disziplin   | Vorlauf     | Vorlauf | Halbfinale         | Halbfinale         | Finale             | Finale             |
| Athlet         | Disziplin   | Zeit        | Platz   | Zeit               | Platz              | Zeit               | Platz              |
| -------------- | ----------- | ----------- | ------- | ------------------ | ------------------ | ------------------ | ------------------ |
| Jozef Repčík   | 800 m       | 1:48,73 min | 42      | nicht qualifiziert | nicht qualifiziert | nicht qualifiziert | nicht qualifiziert |
| Matej Tóth     | 20 km Gehen |             |         |                    |                    | 1:21:13 h          | 8                  |
| Matej Tóth     | 50 km Gehen |             |         |                    |                    | 3:48:35 h          | 9                  |
| Miloš Bátovský | 50 km Gehen |             |         |                    |                    | 3:59:39 h          | 23                 |

#### Sprung/Wurf
| Athlet            | Disziplin  | Qualifikation | Qualifikation | Finale             | Finale             |
| Athlet            | Disziplin  | Weite/Höhe    | Platz         | Weite/Höhe         | Platz              |
| ----------------- | ---------- | ------------- | ------------- | ------------------ | ------------------ |
| Peter Horák       | Hochsprung | 2,20 m        | 27            | nicht qualifiziert | nicht qualifiziert |
| Dmitrij Vaľukevič | Dreisprung | 16,96 m       | 12            | 16,54 m            | 12                 |
| Libor Charfreitag | Hammerwurf | 76,29 m       | 10            | 72,63 m            | 10                 |

### Frauen

#### Laufdisziplinen
| Athletin        | Disziplin   | Vorlauf     | Vorlauf | Halbfinale  | Halbfinale | Finale             | Finale             |
| Athletin        | Disziplin   | Zeit        | Platz   | Zeit        | Platz      | Zeit               | Platz              |
| --------------- | ----------- | ----------- | ------- | ----------- | ---------- | ------------------ | ------------------ |
| Lucia Klocová   | 800 m       | 2:02,98 min | 13      | 2:01,56 min | 17         | nicht qualifiziert | nicht qualifiziert |
| Mária Gáliková  | 20 km Gehen |             |         |             |            | DSQ                | DSQ                |
| Zuzana Malíková | 20 km Gehen |             |         |             |            | 1:37:47 h          | 26                 |

#### Sprung/Wurf
| Athletin         | Disziplin  | Qualifikation | Qualifikation | Finale             | Finale             |
| Athletin         | Disziplin  | Weite/Höhe    | Platz         | Weite/Höhe         | Platz              |
| ---------------- | ---------- | ------------- | ------------- | ------------------ | ------------------ |
| Jana Velďáková   | Weitsprung | 6,16 m        | 32            | nicht qualifiziert | nicht qualifiziert |
| Dana Velďáková   | Dreisprung | 14,25 m       | 9             | 14,25 m            | 8                  |
| Martina Hrašnová | Hammerwurf | 71,50 m       | 7             | 74,79 m            | Bronze             |